# ایستگاه مرکزی کپنهاگ
ایستگاه مرکزی کپنهاگ (دانمارکی: Københavns Hovedbanegård) یک ایستگاه راه‌آهن در شهر کپنهاگ، دانمارک است.
این ایستگاه که در سال ۱۹۱۱ تأسیس شده به خطوط راه‌آهن سراسری دانمارک (DSB)، اینترسیتی-اکسپرس و قطار شهری کپنهاگ متصل است.

## نگارخانه

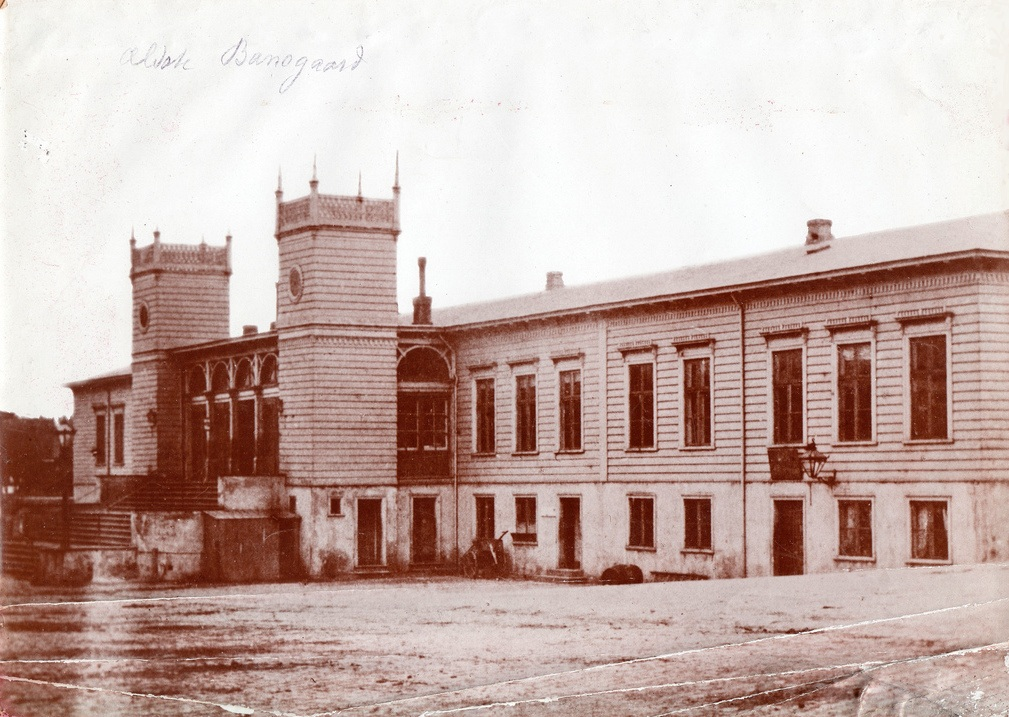
ساختمان اولیه ایستگاه در سال ۱۸۶۴
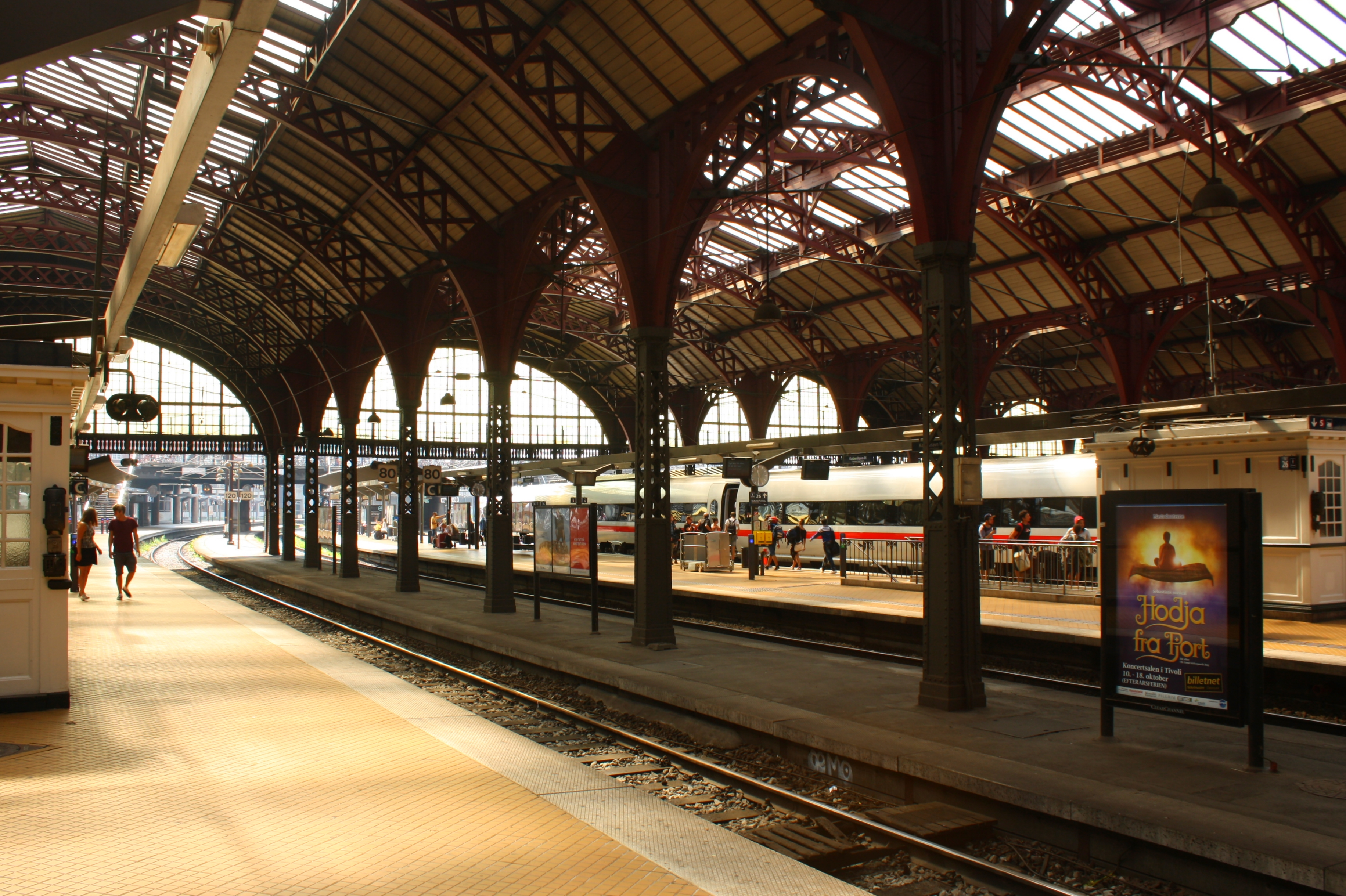
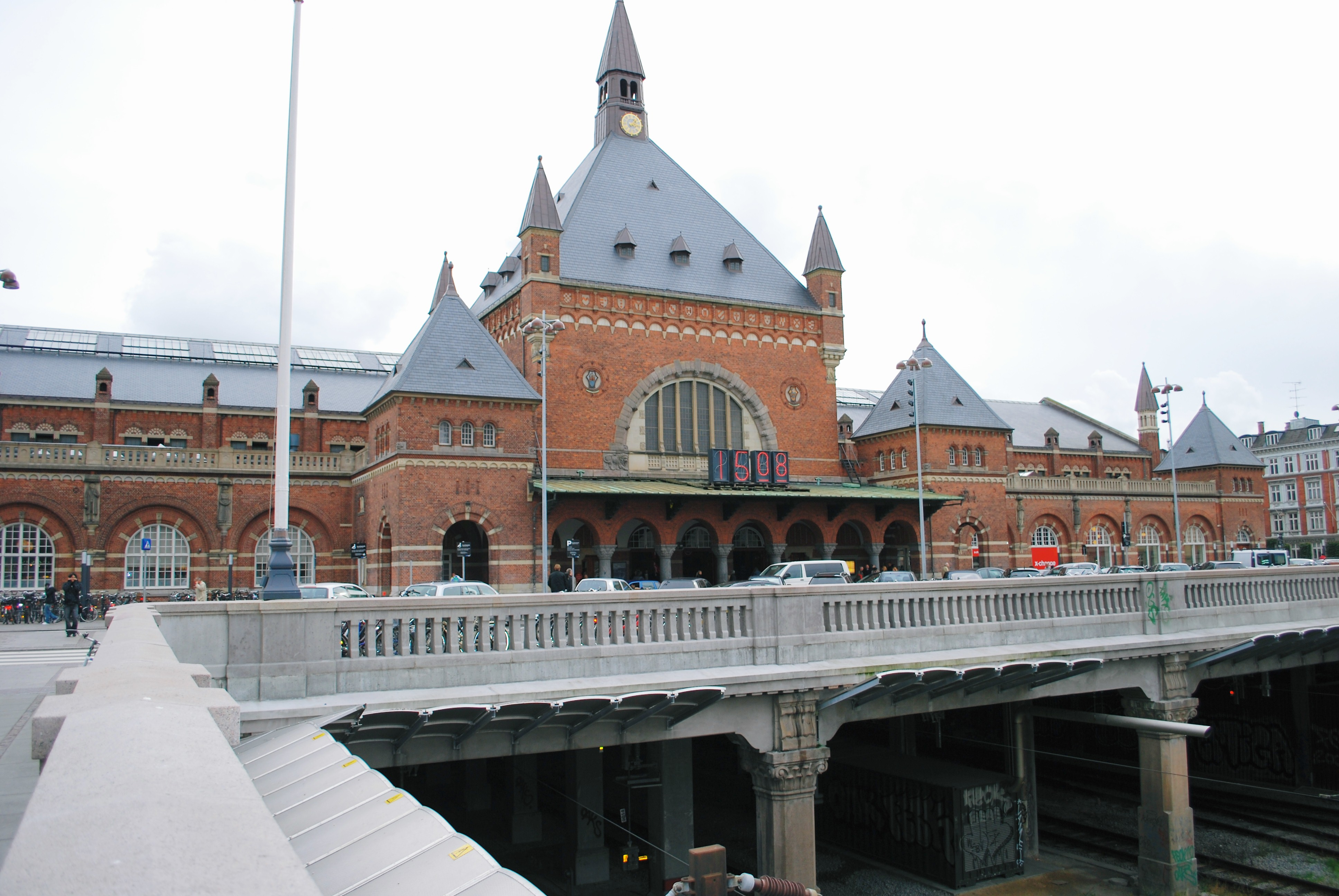
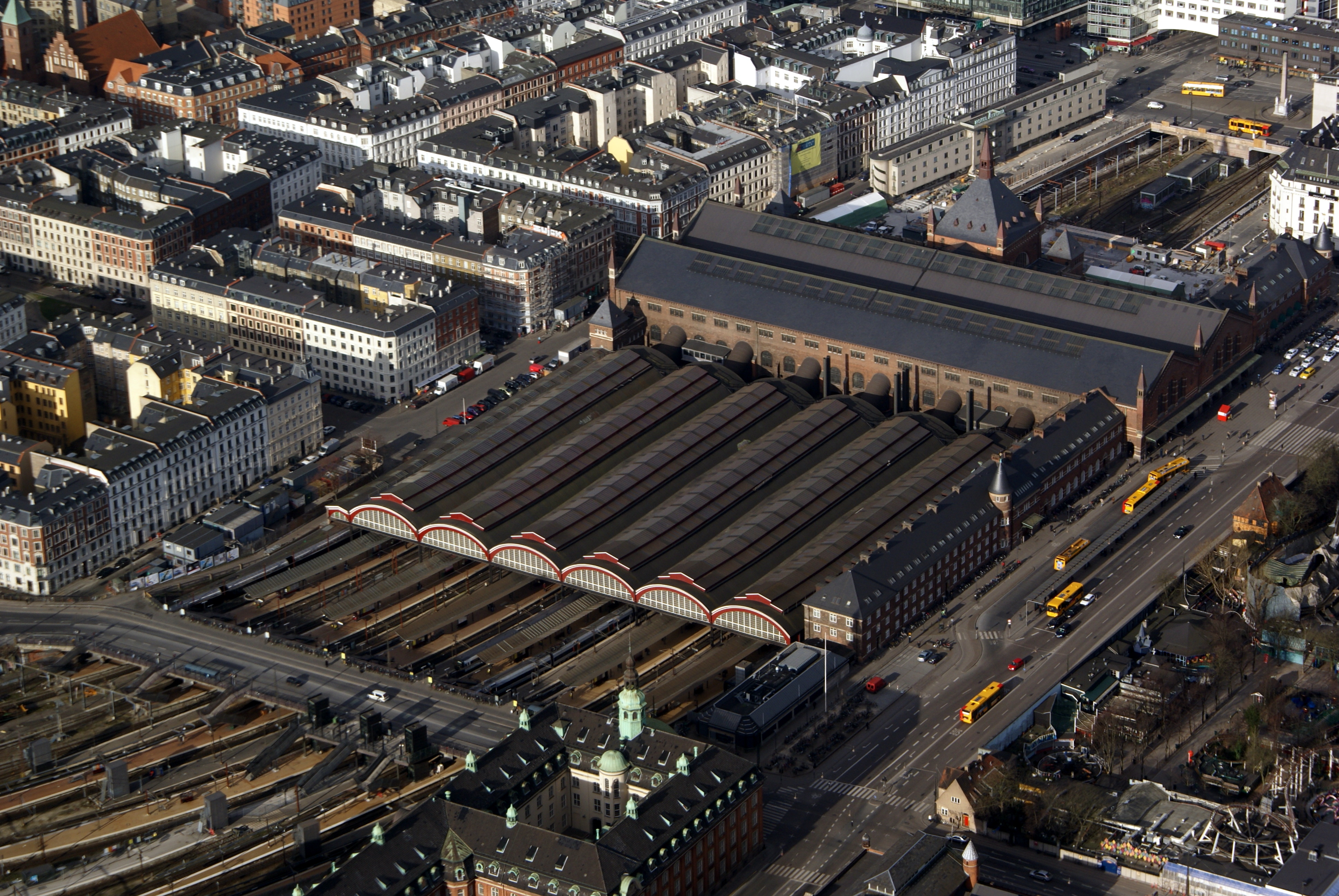